# Non conosco il tuo nome
Non conosco il tuo nome è il secondo romanzo dello scrittore statunitense Joshua Ferris.

## Trama
Tim è un giovane avvocato di successo che vive a New York con la stupenda moglie Jane e la figlia Becky.
Una vita di lussi e gioie fino al manifestarsi di una strana e mai diagnosticata patologia: Tim non riesce a frenare l'impulso di camminare ed allontanarsi da tutto.
I migliori luminari della medicina non hanno soluzioni e la medicina alternativa propone rimedi tanto originali quanto inutili.
In pochi anni la vita di Tim è distrutta ed il suo fisico minato nonostante gli amorevoli sforzi della moglie.